# Domenico Aimo

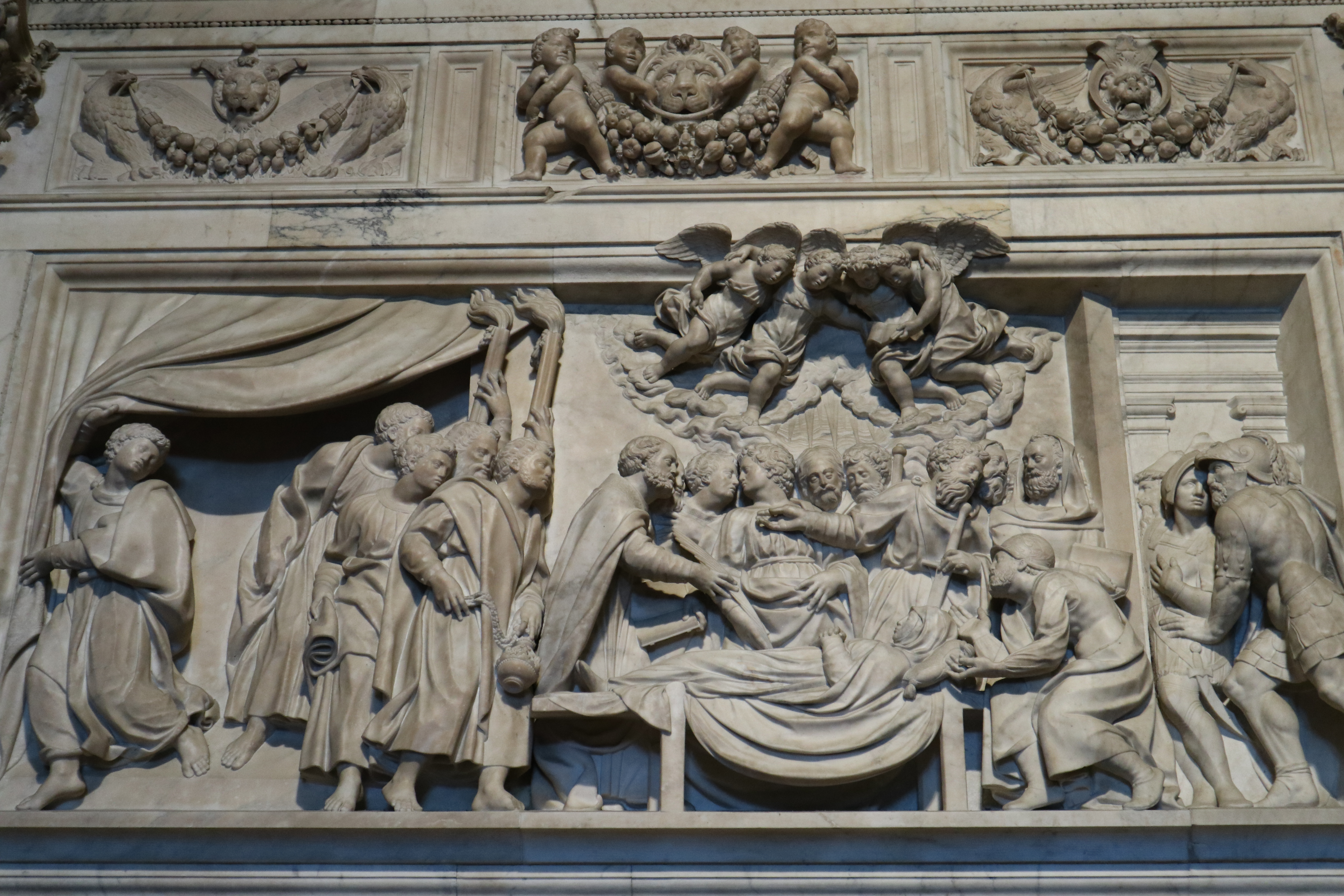
Transito della Vergine, Basilica di Loreto.

Domenico Aimo, detto anche il Varignana o il Bologna (Varignana, tra il 1460 e il 1470 – Bologna, 12 maggio 1539), è stato uno scultore italiano.

## Biografia
Domenico Aimo era figlio di Giovanni da Varignana.
Tra il 1512 e il 1529 lavorò nella basilica di Loreto, alle dipendenze di Andrea Sansovino, terminando nel 1526 il rilievo del Transito della Vergine. Diede anche progetti per parti decorative del San Petronio a Bologna. A Roma nel 1514 scolpì la statua di papa Leone X, oggi nella basilica di Santa Maria in Aracoeli.